# Cerberus Fossae

Cerberus Fossae  é uma série de fissuras semi-paralelas em Marte formadas por falhas que dividiram a crosta na região de Cerberus (9°N, 197°W). Ramificações capilares vistas no fundo das falhas são areias sopradas pelo vento .
A causa oculta das falhas geológicas foi a pressão do magma relacionada à formação do campo vulcânico de Elysium, localizado a noroeste. As falhas passam por formações já existentes como colinas, indicando que esta se trata de uma formação mais recente . Suspeita-se que a formação das fossae tenham lançado água subterrânea pressurizada, previamente confinada à criosfera, com níveis de fluxo de 2 × 106 m3s−1, levando à criação do Athabasca Valles. 
No entanto, análises de radar sugerem que não há nenhuma evidência de um 'depósito de gelo' de dezenas de metros de espessura tal como hipotetizado baseado nas imagens da Mars Express da área. Isso está de acordo com a visão dos Estados Unidos na área, baseado na morfologia de cratera de impacto que não demonstra evidências de impactos de meteoro em qualquer local, apenas campos pedregosos de lava.

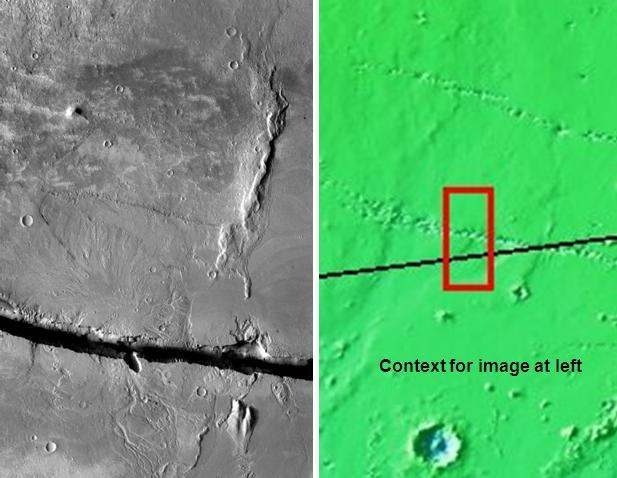
Cerberus Fossae, visto da THEMIS.
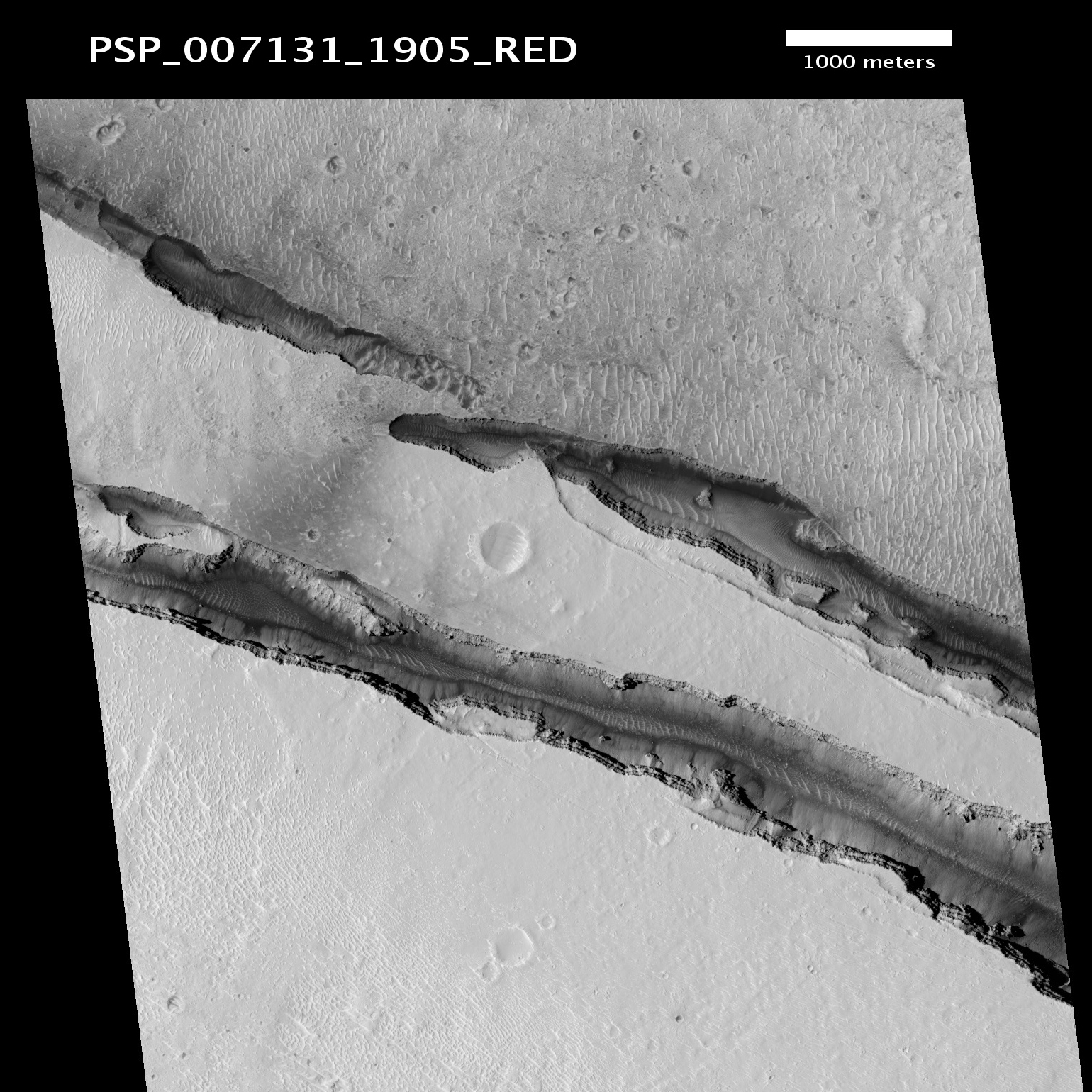
Cerberus Fossae, visto da HiRISE.
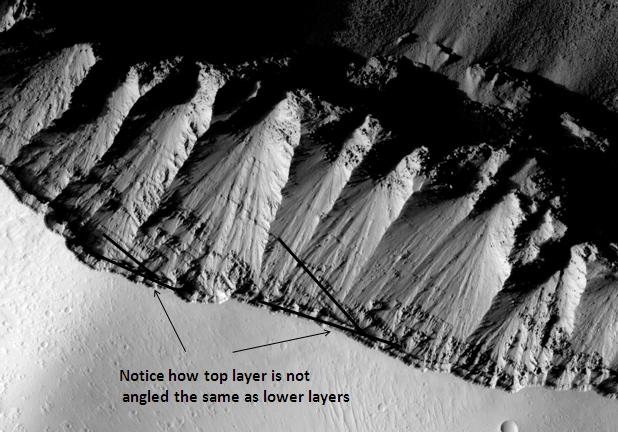
Inconformidade angular em Cerberus Fossae, visto pela HiRISE.  Clique na imagem para visualizar o ângulo das camadas.